# Arthroleptella villiersi
Arthroleptella villiersi är en groddjursart som beskrevs av Hewitt 1935. Arthroleptella villiersi ingår i släktet Arthroleptella och familjen Pyxicephalidae. IUCN kategoriserar arten globalt som livskraftig. Inga underarter finns listade i Catalogue of Life.